# San Giuseppe Maggiore dei Falegnami (Nápoly)
A San Giuseppe Maggiore dei Falegnami templom Nápolyban.

## Története
A templomot a 15. században építették, eredetileg a Szent Család tiszteletére. 1934-ben Alessio Ascalesi érsek rendeletére nevét a központi San Giovanni Maggiore-templom vette fel. A kis külvárosi templom ezt követően felvette Szent József, az ácsok védőszentjének nevét. A második világháborúban súlyos bombatámadás érte a pályaudvarhoz való közelsége miatt. Két év múlva újjáépítették. A templom alagsorát a Centro Direzionale építésekor megzavart talajvíz-mozgások közepette elárasztotta a víz, ezért használhatatlan.

## Leírása
A templom szögletes alaprajzú. Sok kincs fennmaradt a második világháborús pusztítások előtti időszakból: Angelo Viva, Giuseppe Sanmartino festményei, Gaetano Barba főoltára, stb. Giovanni da Nola faszobrait biztonsági okokból átszállították a Capodimonte Múzeumba.